# Riu Pelly
El riu Pelly (en anglès Pelly River) és un riu canadenc, un dels primers grans afluents del riu Yukon, que té neix a les muntanyes Mackenzie i flueix durant 608 km vers el centre-sud de l'estat de Yukon. El Pelly té dos afluents principals, el Ross i el Macmillan.
El riu fou anomenat amb aquest nom per Robert Campbell en honor de Sir John Henry Pelly, governador de la Companyia de la Badia de Hudson.

## Geografia
El Pelly neix a les glaceres dels vessants occidentals de les muntanyes Selwyn, a més de 1.400 msnm, prop de la frontera entre el Yukon i els Territoris del Nord-oest. Flueix cap al sud i l'oest a través d'una àmplia vall, rebent nombrosos i petits afluents per l'est. Passats els llacs Pelly, on s'uneix el riu Woodside, gira cap a l'oest i més tard, un cop a Tintina Trench fa cap al nord-oest. A la localitat de Ross River rep el riu Ross i poc després passa per la localitat de Faro.
A la confluència del riu Glenlyon, la vall s'estreny i les parets es fan més abruptes. Poc després rep les aigües del riu Tay per la dreta. Uns quants quilòmetres més enllà rep, també per la dreta el riu Earn. Aviat el riu s'obre a la vall, tot rebent el principal dels afluents, el Macmillan. Tot seguit gira cap a l'oest per passar per la població de Pelly Crossing i creua l'autopista de Klondike. 25 km més enllà s'uneix al riu Yukon, prop de l'antic Fort Selkirk.